# Bristol Primary Trainer
El Bristol Taxiplane y el Bristol Primary Trainer fueron aviones ligeros biplano monomotor británicos construidos por la Bristol Aeroplane Company a principios de la década de 1920. En total se construyeron 28 ejemplares, siendo utilizados principalmente como aviones de entrenamiento.

## Diseño y desarrollo
En 1922, la Bristol Aeroplane Company desarrolló un par de diseños de aviones ligeros relacionados, propulsados por el motor radial de tres cilindros Bristol Lucifer, el Taxiplane (Type 73), un avión utilitario ligero y de turismo de tres asientos, y el Primary Trainer (Type 83), un entrenador biplaza destinado a ser utilizado para entrenamiento primario en las Escuelas de Entrenamiento de la Reserva.
El Taxiplane estaba construido de madera con recubrimiento de tela y estaba equipado con alas biplano de un solo vano. Llevaba dos pasajeros lado a lado en una cabina detrás del piloto. El primer Taxiplane, matriculado G-EBEW, voló el 13 de febrero de 1923, pero sólo pudo certificarse como biplaza, al tener sobrepeso con dos pasajeros y un piloto. Sólo se construyeron dos Taxiplane más.
El Primary Trainer, también conocido como Bristol Lucifer, utilizaba las mismas alas, cola y tren de aterrizaje que el Taxiplane, pero con un fuselaje nuevo y más estrecho que contenía dos cabinas en tándem. El Primary Trainer mostró un mejor rendimiento debido a su fuselaje más delgado y menor peso, y tuvo más éxito: se construyeron 24 unidades.
Se construyó otro avión, el Bristol Type 83E, como banco de pruebas para el desarrollo del motor radial Bristol Titan de cinco cilindros.

## Historia operacional
Los primeros seis Primary Trainer entraron en servicio en la Escuela de Entrenamiento de la Reserva en Filton en julio de 1923, continuando en servicio hasta diciembre de 1931, cuando fueron reemplazados por De Havilland Moth. Uno de los aviones supervivientes fue modificado como triplaza y se utilizó para realizar turismo. Fue desguazado en diciembre de 1933.
El resto de los Type 83 se produjeron para la exportación: doce se vendieron a Chile, cinco a Hungría y uno a Bulgaria, todos en 1926.

## Variantes
Taxiplane (Type 73)
Avión ligero de tres plazas. Propulsado por un motor Bristol Lucifer de 80 kW (100 hp), tres construidos.
Primary Trainer (Type 83), Lucifer, P.T.M. (Primary Trainer Machine)
Entrenador tándem biplaza, 24 unidades construidas.
Type 83E
Banco de pruebas para el motor Bristol Titan de 190 kW (250 hp), uno construido.

## Operadores
Bulgaria
- Fuerza Aérea de Bulgaria: recibió un avión.

 Chile
- Fuerza Aérea de Chile: recibió 12 aeronaves.

 Hungría
- Fuerza Aérea Húngara: recibió cinco aviones.

 Reino Unido
- Escuela de Entrenamiento de la Reserva de Filton

## Especificaciones (Type 83)
Referencia datos: Bristol Aircraft Since 1910.

### Características generales
- Tripulación: Dos (instructor y alumno)
- Longitud: 7,4 m (24,3 ft)
- Envergadura: 9,5 m (31,1 ft)
- Altura: 2,7 m (8,8 ft)
- Superficie alar: 26,4 m² (284,2 ft²)
- Peso vacío: 608 kg (1340 lb)
- Peso cargado: 862 kg (1899,8 lb)
- Planta motriz: 1× motor radial de 3 cilindros refrigerado por aire Bristol Lucifer.
  - Potencia: 89-104 kW (120-140 hp)
- Hélices: Bipala de paso fijo

### Rendimiento
- Velocidad máxima operativa (Vno): 154 km/h (96 MPH; 83 kt)
- Carga alar: 32,7 kg/m² (6,7 lb/ft²)

## Aeronaves relacionadas

### Secuencias de designación
- Secuencia Numérica (interna de Bristol): ← 62 - 71 - 72 - 73 - 75 - 76 - 77 - 79 - 81 - 83 - 84 - 86 - 88 →